# Straßenbahndepot Bonn

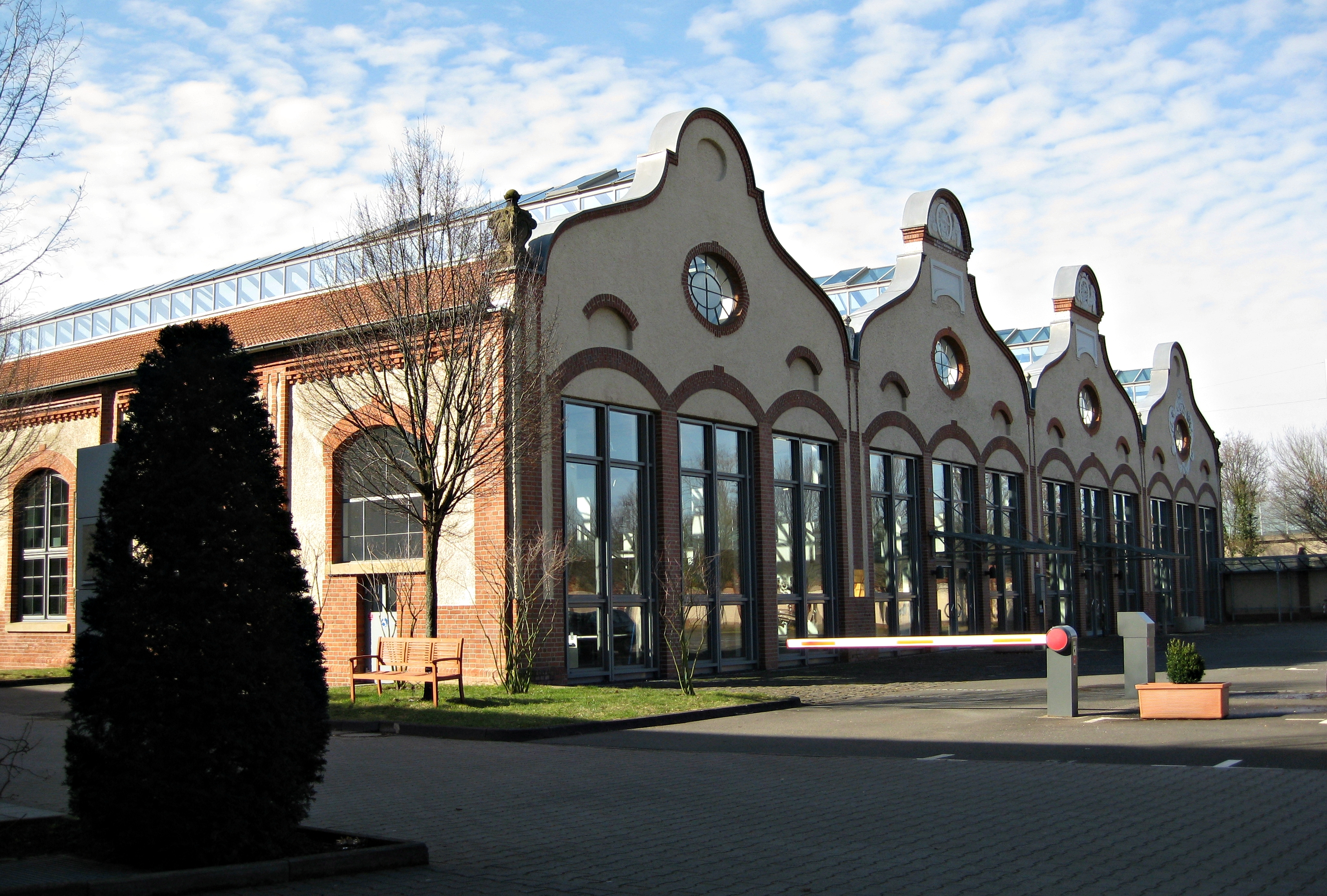
Frontfassade des ehemaligen Depots. Die ursprünglichen je drei Einfahrtstore pro Halle sind heute verglast

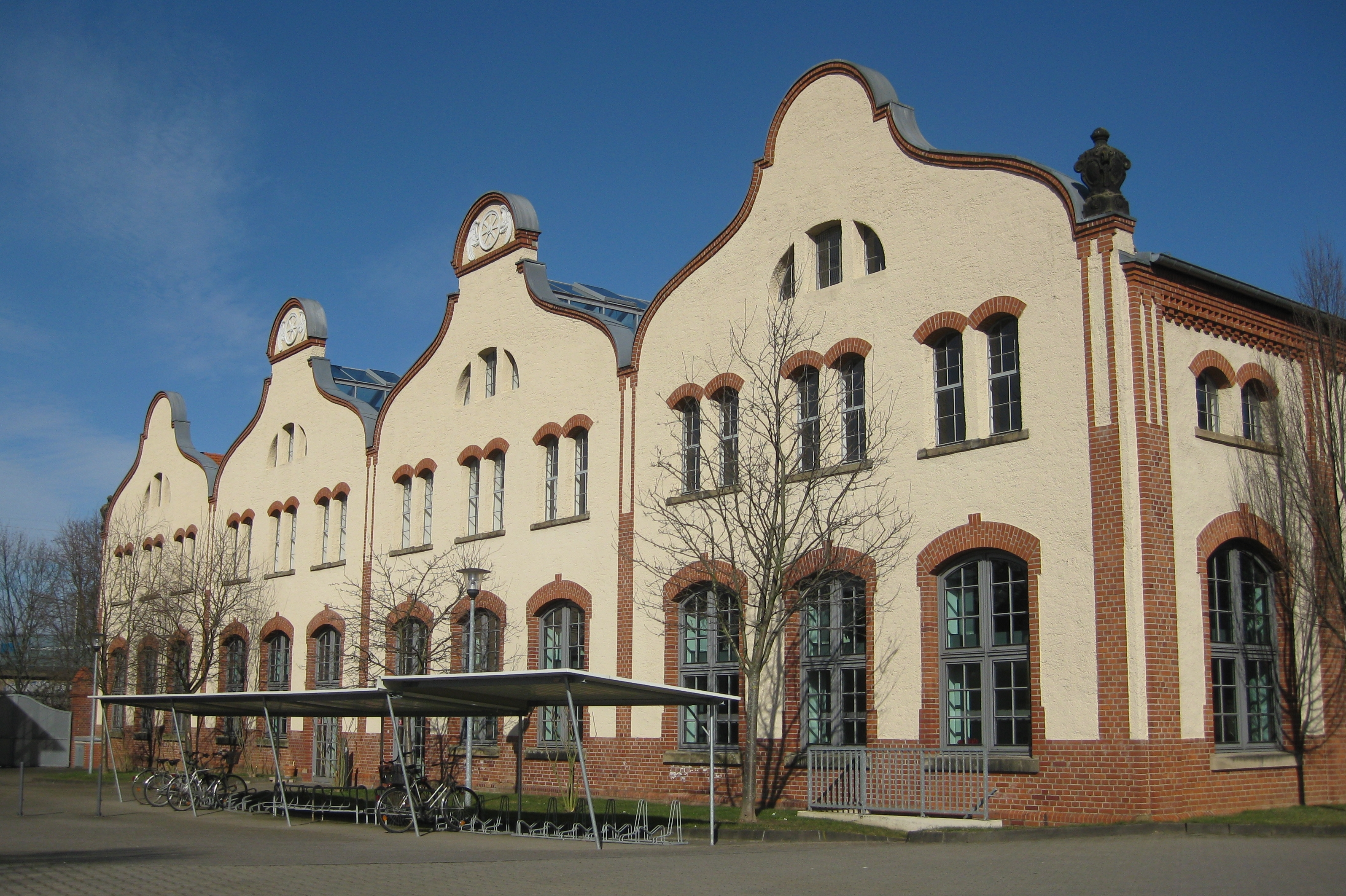
Rückseite des im Jahr 2000 sanierten Gebäudes, Aufnahme aus dem Jahr 2015

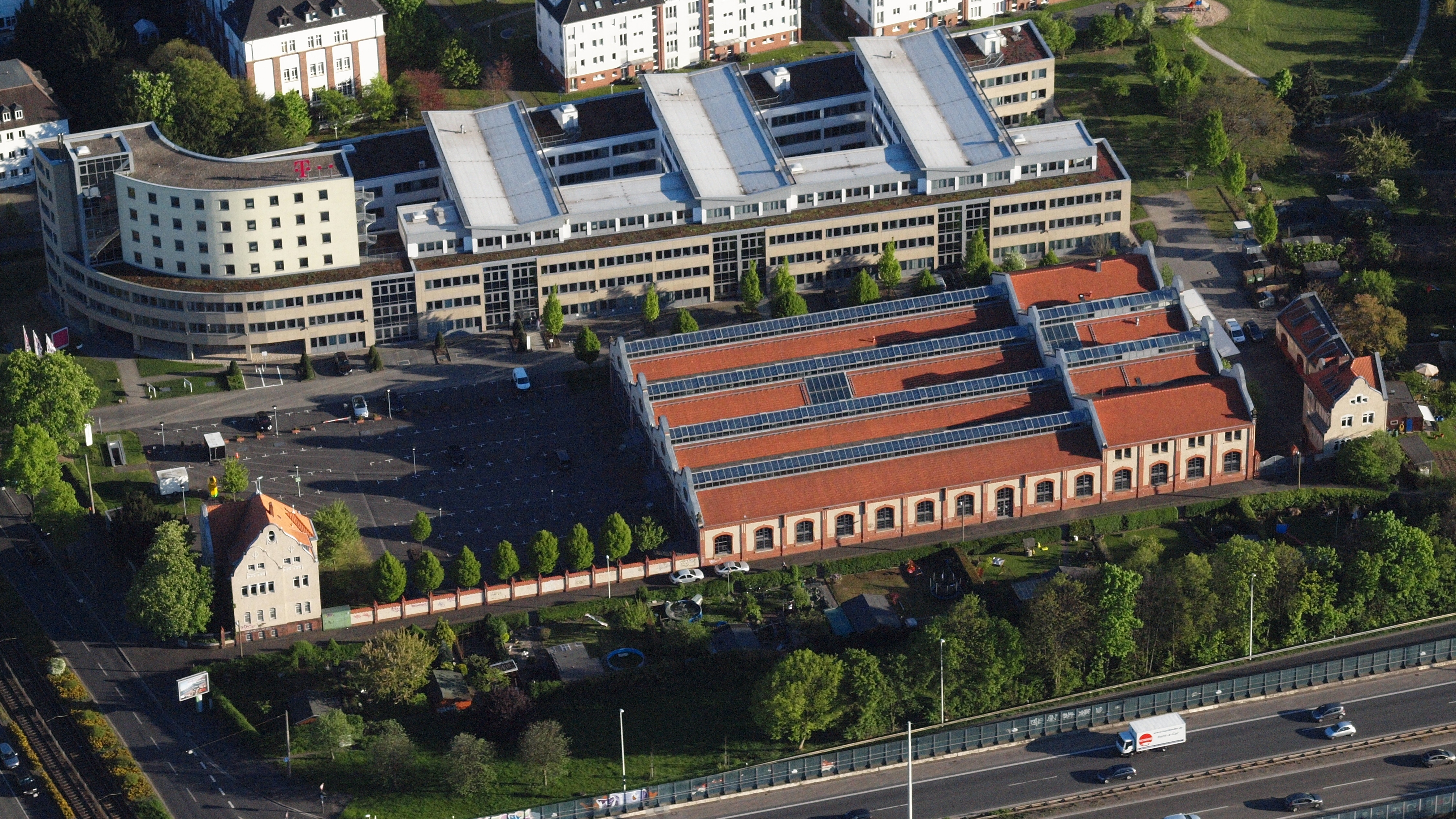
Das Depot zwischen einem Bürogebäude (Sitz der Telekom Stiftung, Graurheindorfer Straße 153) und der Bundesautobahn 565. Links auf dem Gelände des ehemaligen Depots steht die historische „Direktorenvilla“, auf dem Parkplatz ist die frühere Lage der Gleise mit Kopfsteinpflaster nachempfunden

Das ehemalige Straßenbahndepot der Stadt Bonn liegt an der Graurheindorfer Straße 157 im Bonner Ortsteil Bonn-Castell. Es ist ein wichtiges Beispiel für industrielle Jugendstilarchitektur der Zeit, steht unter Denkmalschutz und wird seit dem Jahr 2000 als Büroimmobilie genutzt. Seit 2010 ist darin der Pädagogische Austauschdienst untergebracht, eine Abteilung im Sekretariat der Kultusministerkonferenz.

## Geschichte
1905 ließ die Stadt Bonn das Straßenbahndepot (Wagenhalle), eine dazugehörige „Direktorenvilla“ und eine Remise (bestehend aus einem Hausmeistergebäude und zwei Pferdeställen) nach Plänen des Tiefbauamtes an der damaligen Rheindorfer Straße erbauen. Die große Wagenhalle, die der Wartung und Instandsetzung der Straßenbahnen diente, wurde in Jugendstilarchitektur ausgeführt. Auch die anderen Objekte des Ensembles sind im Jugendstil gestaltet. Die vierschiffige Depothalle erhielt an der Vorder- und Rückseite je vier geschweifte und verputzte Giebel, wobei die beiden mittleren Giebel höher sind und im halbrunden Abschluss Stuckatur mit Technikmotiven enthalten. Das Dach liegt auf stählernen Dreiecksbindern. Die ganze Halle ist mit verklinkerten Kanten, Stürzen, Laibungen und Backsteinornamenten versehen, Fenster beinhalten teilweise für den Jugendstil übliche, geschwungene Elemente.
Etwa Anfang der 1970er Jahre wurden die vormals zwölf eleganten und nach oben abgerundeten Tore an der Frontseite durch vier große, rechteckige Einfahrten mit Rolltoren ersetzt. 1986 wurde der Betrieb des Depots eingestellt; bis zum Jahr 2000 stand die Halle leer. 1993 verkauften die Stadtwerke Bonn die Anlage für einen Preis von acht Millionen DM an die Simon Grundbesitzgesellschaft. Nachdem auf dem Grundstück Altlasten festgestellt wurden, kam es zu einem dreijährigen Rechtsstreit, der 1997 mit einem Vergleich endete – dem Käufer wurden 3,5 Millionen DM zurückerstattet. Im April 1999 erwarb dann die damalige DaimlerChrysler-Tochtergesellschaft debis AG die Anlage, um sie zu sanieren. Dabei wurde die Frontfassade in ihren ursprünglichen Zustand mit zwölf Einzeltoren rückgebaut, von denen allerdings nur vier als Eingang zu nutzen sind. Die Fassaden erhielten einen hellbeigen Anstrich.
Die in Absprache mit der Denkmalschutzbehörde geschaffenen, modern ausgestatteten Büroflächen in der Halle umfassen rund 4620 Quadratmeter (incl. Verkehrs- und Funktionsflächen). Ab Ende 2000 war DeTeImmobilien Mieter des Büros. Im Erdgeschoss wurde ein Künstleratelier eingerichtet. Seit Oktober 2010 befindet sich das Sekretariat der Kultusministerkonferenz im Gebäude.